# Erinna
Erinna es un género de plantas herbáceas, perennes y bulbosas perteneciente a la subfamilia Allioideae de las amarilidáceas. Comprende una sola especie, Erinna gilliesioides.
Está considerada un sinónimo de Leucocoryne gilliesioides